# Cantó de Sant Geli dau Fesc

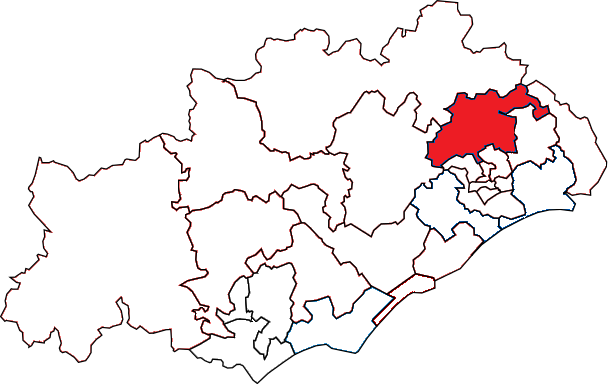
El cantó de Sant Geli dau Fesc a l'Erau

El Cantó de Sant Geli dau Fesc és un cantó francès del departament de l'Erau, a la regió d'Occitània. Forma part del districte de Montpeller, té 20 municipis i el cap cantonal és Sant Geli dau Fesc.

## Municipis

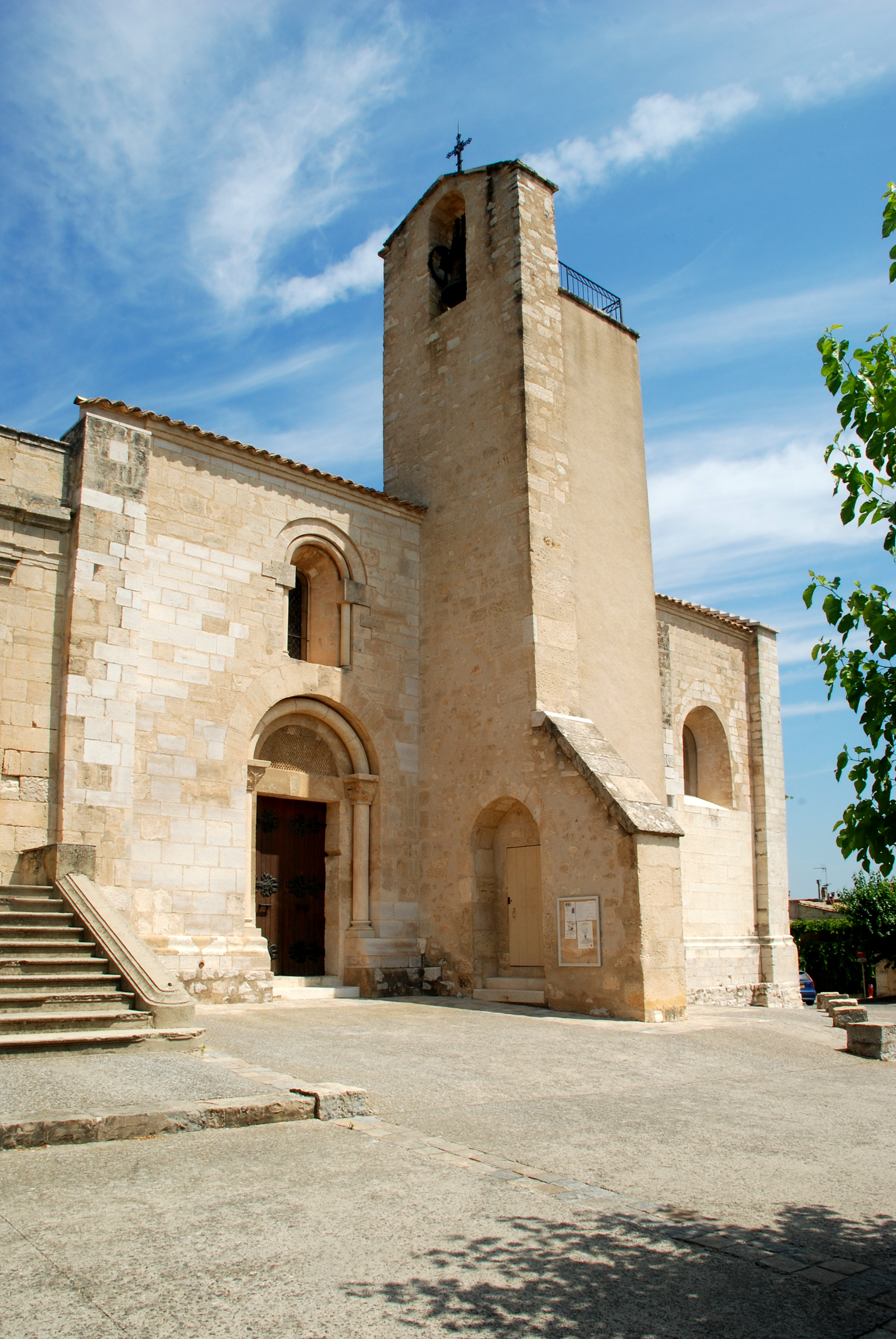
Església de Sant Marcial d'Assats

- Assats
- Businhargues
- Casavièlha
- Combalhòus
- Gusargues
- Las Matèlas
- Murlas
- Pradas de Les
- Sant Alari
- Sant Bausèli de Montmèl
- Sant Clamenç
- Sant Geli dau Fesc
- Sant Joan de Cornièrs
- Sant Joan de Cuculas
- Sant Matiu
- Sant Vincenç de Barbairargues
- Santa Crotz de Quintilhargues
- Teiran
- Lo Triador
- Valhauqués